# Скрябіна Аріадна Олександрівна

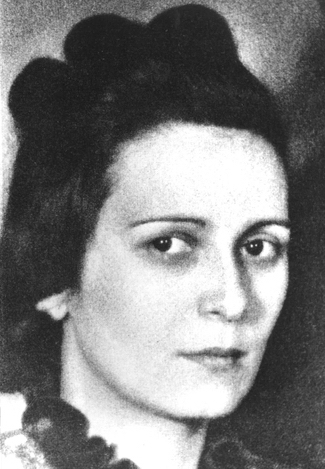

Аріадна Олександрівна Скрябіна (також Сарра Фіксман або Сарра Кнут, при народженні Аріадна Олександрівна Шльоцер, підпільна кличка Регіна, фр. Régine; 26 жовтня 1905, Больяско, Італія — 22 липня 1944, Тулуза, Франція) — російська поетеса, діячка французького Опору.

## Біографічні відомості
Старша дочка російського композитора Олександра Скрябіна від Тетяни Шльоцер, народжена поза шлюбом. Після смерті батька отримала право носити його прізвище, а після смерті матері опинилася в еміграції в Парижі. Була близька до літературних кіл російського зарубіжжя, писала та публікувала вірші. Третім шлюбом одружилася з відомим російським-єврейським поетом Довідом Кнутом (справжнє прізвище Фіксман). Разом із чоловіком дотримувалася ідей ревізіонізму в політичному сіонізмі. Будучи росіянкою за походженням, пройшла гіюр, прийнявши єврейське ім'я Сарра.
У роки гітлерівської окупації Франції була організаторкою та активною учасницею єврейського Опору, діючи під ім'ям Регіна на півдні країни, підконтрольному колабораціоністам. Убита на явочній квартирі в Тулузі петенівський міліціонером незадовго до падіння режиму Віші.

### Походження
О. М. Скрябін мав сімох дітей: Римма, Олена, Марія \<]]--> і Лев від першого шлюбу з Вірою Іванівною Скрябіною (Ісакович); Аріадна, Юліан та Марина — від другого, з Тетяною Федорівною Шльоцер. З них двоє — старша дочка Римма (1898—1905) і син Лев (1902—1910)  — померли семи років від народження. До моменту смерті Льва композитор уже кілька років жив зі своєю другою дружиною в фактичному шлюбі, а його стосунки з першою сім'єю були остаточно зіпсовані — батьки не зустрілися навіть на могилі сина.

### Аріадна Шльоцер
Аріадна Олександрівна Шльоцер, старша дочка О. М. Скрябіна і Т. Ф. Шльоцер, народилася 13 (26) жовтня 1905 в італійському містечку Больяско. Композитор на той час жив там усамітнено зі своєю другою, «громадянської» дружиною, знімаючи три кімнати в непоказному будиночку біля залізниці, повністю поглинений роботою над «Поемою екстазу».
Одразу після народження дочки Олександр Миколайович написав своїй благодійниці, вдові відомого мецената М. А. Морозова — Маргариті Кирилівні Морозовій:
Пишу Вам лише кілька слів, щоб сповістити про радісну подію. Нарешті напружений стан наш закінчився і світ збагатився ще одним прекрасним створенням з чорними очима. Дівчинка миленька та здоровенька. Таня відчуває себе непогано, хоча дуже слабка та змучена стражданнями.

#### Європа

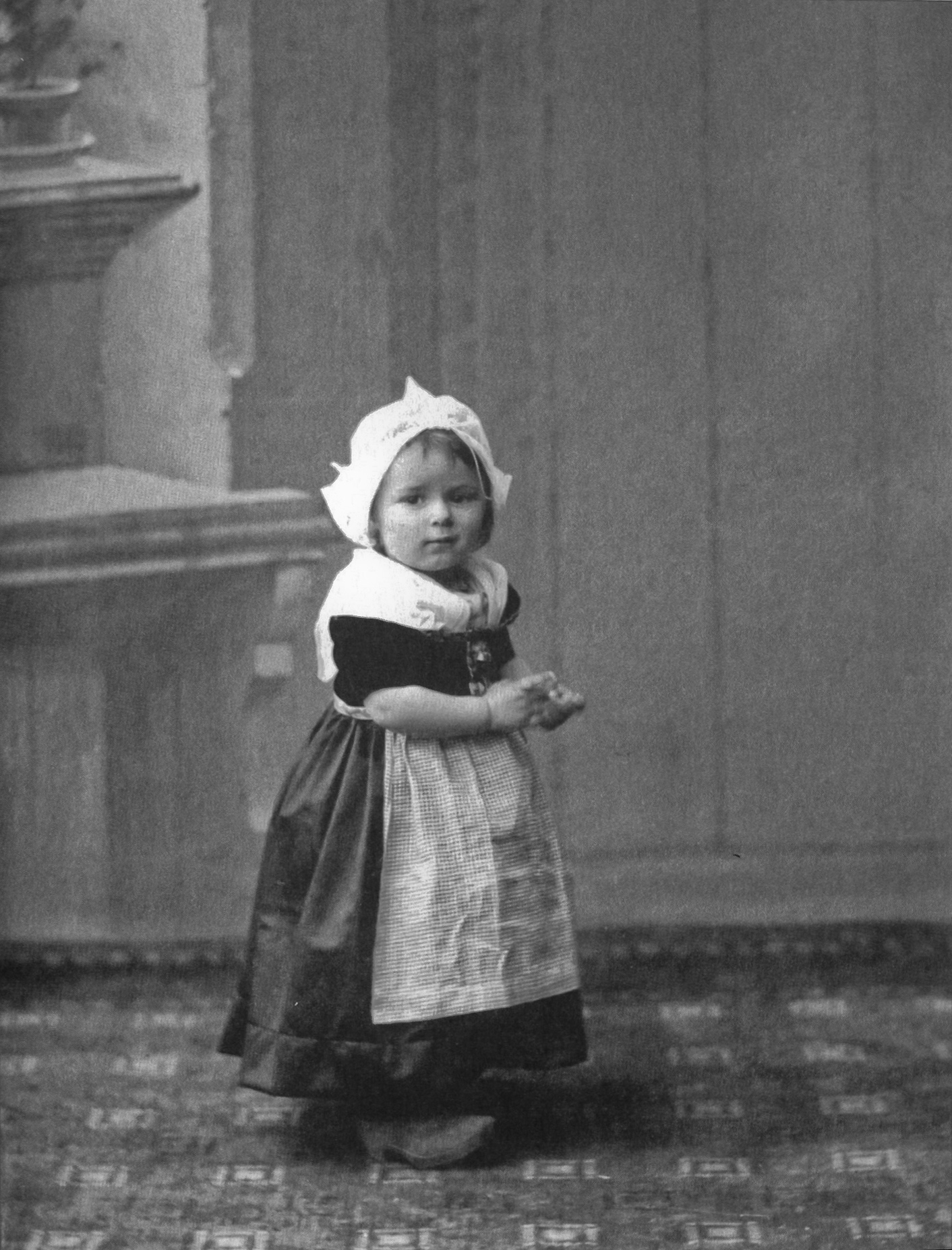
Аріадна у віці двох або трьох років. Амстердам

Це був важкий час у житті композитора. Скрябін вже більше року вів життя артиста, що мандрував по Європі. У липні 1905 року в Швейцарії померла його старша дочка Римма. Народження дитини від Тетяни Шльоцер довершило розрив Скрябіна із законною дружиною. До того ж у грудні Скрябін розсварився з видавничим домом М. П. Бєляєва: сам Митрофан Петрович, з яким у композитора були дуже теплі відносини, до того часу помер, а наступники запропонували Скрябіну образливий, на його думку, гонорар — удвічі менше звичайного. Внаслідок Олександр Миколайович майже на рік втратив своїх постійних партнерів і один з головних джерел засобів до існування, поки представники видавничого дому не пішли йому назустріч, переглянувши умови публікацій. З усіх цих причин перша донька Скрябіна і Т. Ф. Шльоцер і отримала настільки рідкісне ім'я Аріадна, яке вельми прозоро вказує і на складне становище, в якому опинилися її батьки, і на ті надії, які вони пов'язували з її появою на світ.
Наприкінці січня 1906 Скрябін разом зі своєю цивільною дружиною та новонародженою дочкою повернувся в Женеву, а вже восени сім'я перебралася в Амстердам та зупинилася біля тіток Тетяни Федорівни — Генрієтти та Аліни Боти. Потім Скрябін відправився з концертами по Бельгії, після — пуританська Америка, куди до нього приїхала Тетяна Федорівна й звідки їм довелося у прямому розумінні тікати, рятуючись від скандалу, викликаного чутками про їх «незаконний шлюб», потім — Париж. Весь час маленька Аріадна перебувала в Амстердамі під наглядом «Тіточок». Влітку 1907 мати Тетяни Федорівни, Марія Олександрівна Шльоцер, привезла Аріадну в швейцарську сільце Беатенберзі, туди ж із Парижа попрямували й Скрябіни та пробули там до вересня.
| Хто нас втішає та дійсно користується селом — це Арочка, яка росте та міцніє з кожним днем.— А. Н. Скрябін, з листа М. К. Морозової |

у вересні сім'я переїхала в Лозанну, де менше ніж через півроку на світ з'явився молодший брат Аріадни — Юліан.

#### Росія
Незабаром Скрябін всерйоз задумався про повернення до Росії. Повернення це відбувалося важко, через скандальну репутацію самого Скрябіна, який до того ж мав у Москві безліч особистих недоброзичливців. Остаточне повернення родини в Росію відбулося лише в лютому 1910.
У Москві Скрябіни жили в готелі «Княжий двір» на Волхонке, восени переселилися в будинок Олтаржевського в Малому Каковинскому провулку (будинок 1/8, кв. 16). Незабаром після приїзду до Москви Аріадна була хрещена за православним обрядом. Через рік у родини народилася молодша дочка Марина, а в листопаді 1912 відбувся останній переїзд родини Скрябіних — у домоволодіння професора А. А. Грушки, за адресою: Арбат, Великий Ніколопесковський провулок, Будинок 11.
Діти становили як би задній план дому Скрябіним:
О. М. любив дітей абстрактною теоретичною любов'ю, іноді пестив їх, <…> але зазвичай це бувало лише при прощанні і при вітанні з ними, або коли діти йшли спати і чинно обходили батьків та цілували їх… Взагалі Тетяна Федорівна більше займалася дітьми, але і це «більше» було невелике.— Леонід Сабанєєв, «Спогади про Скрябіна»
.

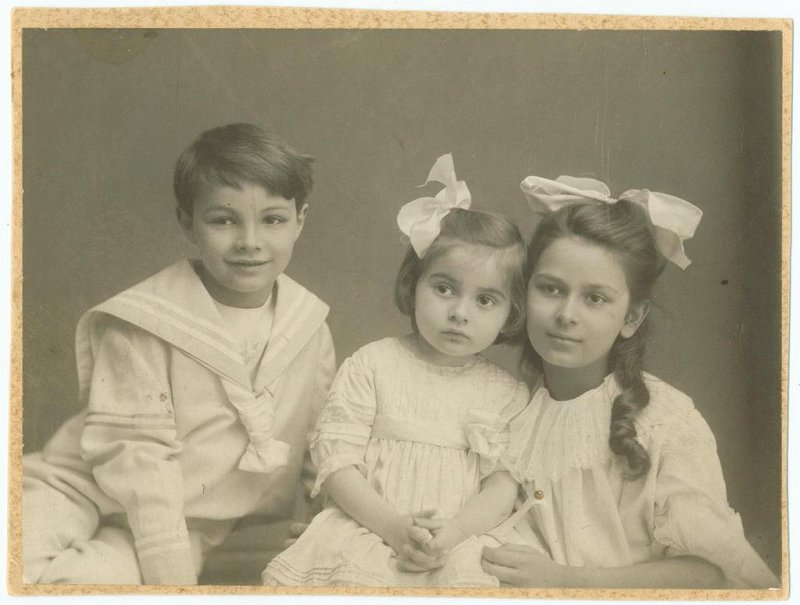
Діти О. М. Скрябіна: Аріадна, Марина, Юліан. Близько 1913

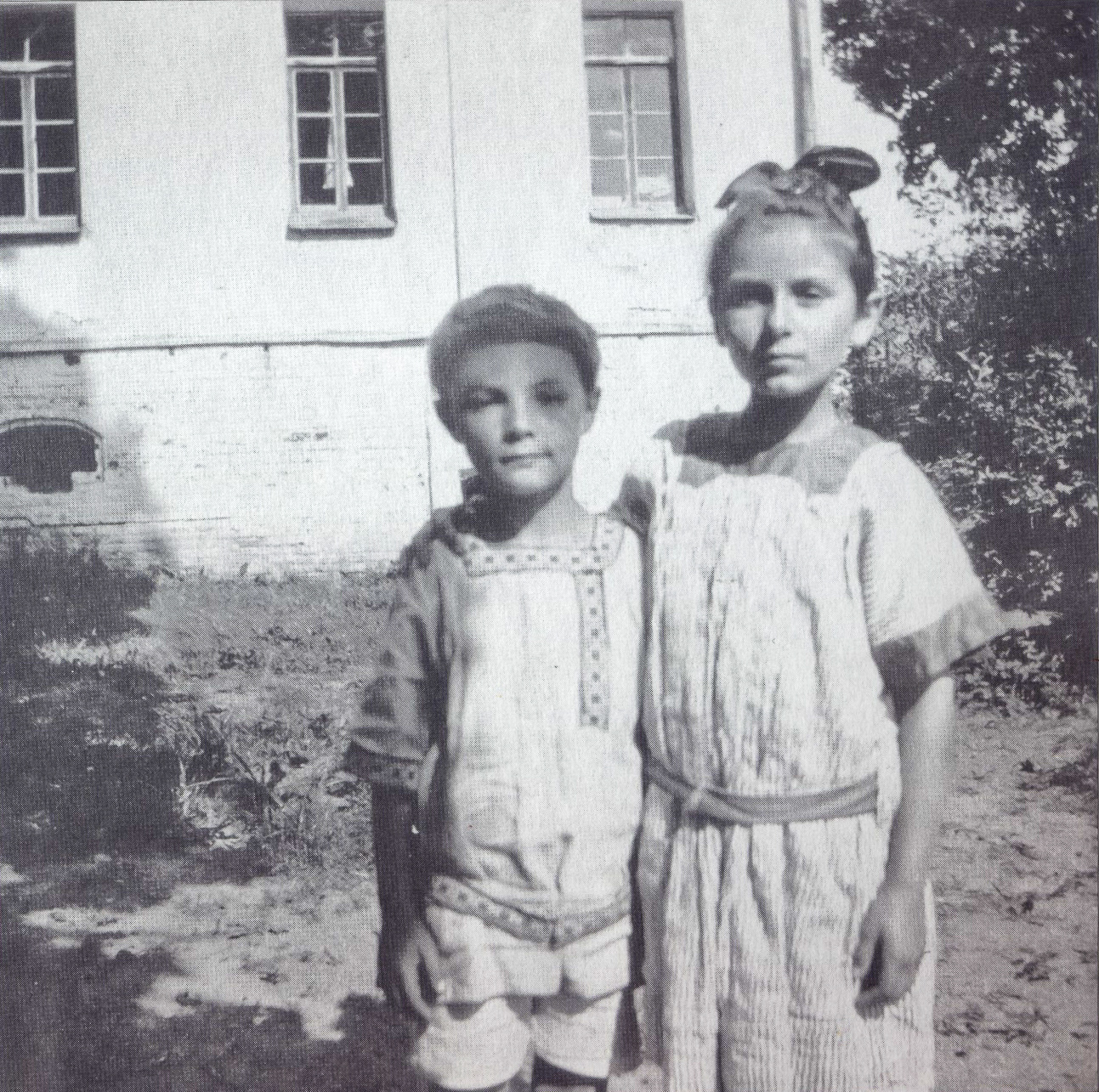
Юліан та Аріадна Скрябіни, 1913.

У сімейному колі Скрябіни говорили майже виключно французькою. У ходу була особлива «сімейна мова»: Олександр Миколайович придумував безліч нових іменників та прикметників, дуже мелодійних, що пестять слух, коли мова заходила про Тетяну Федорівну та дітей. Останні були удостоєні прізвиськ. Аріадну батько називав «бабкою», а також зменшувальними іменами, на кшталт «арочки». Диригент та контрабасист Сергій Кусевицький, в будинку якого сім'я Скрябіна жила в перший, пробний приїзд до Москви, згадував Аріадну:
| Вона була справжнім бісеням, якого всі боялися. Вона була дуже маленькою, але коли вривалася як вихор в кімнату, все завмирали. Вона нікого не боялася. Мама і тато сердилися, але не знали, що з нею робити.— Сергій Кусевицький (в переказі Єви Кіршнер) |

Незважаючи на достатньо звичайний, міщанський побут, діти Скрябіних росли в артистичному та найвищою мірою творчому середовищі. Навіть сама атмосфера будинку Скрябіних, одного з центрів музичного та поетичного життя Москви, була незмінно одухотвореною. В гостях у Скрябіних регулярно бували поети, художники, театральні діячі, філософи. У домі постійно звучали музика та поезія, обговорювалися події культурного життя. Всі троє дітей малювали, влаштовуючи виставки. Юліан подавав великі надії як композитор та піаніст, у домі регулярно проводилися його невеликі «сольні концерти» для родини та гостей. Аріадна ставилася до молодшого Юліана як до рівного, визнаючи його винятковість.
Сама Аріадна з ранніх років теж грала — вчилася в Московській консерваторії — і писала вірші, але найбільше вона любила складати драми та трагедії, які діти потім розігрували прямо вдома — перед батьками та гостями. Вже в дитинстві Аріадна почала проявляти гордість та впертість:

Одного разу нашу виставу було грубо перервано: один з глядачів помітив Аріадні, що вимовляючи свою тираду, потрібно бути до публіки обличчям, а не спиною. Моя сестра достатньо різко відповіла зухвалому глядачеві, що її мова звернена до місяця, тому вона повинна дивитися у вікно, на небо, і що вона нічого змінювати не збирається. Втрутилася мама і, оскільки Аріадна не хотіла ні змінити позу, ні вибачитися, виставу було перервано.
— М.А.Скрябіна
Музикою з дітьми займалася спочатку матір, а після переїзду на арбатську квартиру Аріадна та Юліан отримали можливість відвідувати школу при Музичному училищі Є. і М. Гнєсіних, що розташовувалося неподалік, на Собачому майданчику. Їх імена значаться в «екзаменаційних відомостях» училища за два навчальні роки: 1914/15 і 1915/16. Навчалися вони на старшому підготовчому курсі у Марії Фабіановна Гнєсіної. За перший рік Аріадна отримала за «здібності» — 4+, за «старанність» — 4. За другий рік: «здібності» — 4+, «старанність» — 3. Оцінки Юліана були дещо вище. В училищі Аріадна та Юліан займалися і ритмікою Жака-Далькроза, яку викладала учениця швейцарського музиканта та педагога Н. А. Гейман. Іншими предметами з дітьми також займалася мати — в домі для таких занять були створені всі умови, зокрема, була велика бібліотека — і, час від часу, приходили запрошені вчителі.
З початком війни з Німеччиною життя в родині Скрябіних стала помітно важчим. Щоб утримувати сім'ю, Скрябіну доводилося заробляти гастрольними концертами по Росії. Мало не в перші місяці війни постраждали бельгійські родичі Тетяни Федорівни — «розповіді про підступність Німеччині та всілякі легенди та факти про звірства та мерзенність німців лилися густою кашею». При цьому, за свідченням Сабанєєва, в родини Скрябіних «панувало страшне патріотичне піднесення», а сам композитор вітав війну, переконаний, що починається «кінець світової історії», якого він так чекав.

#### Антисемітизм в родини
У Аріадни була батьківська «дірочка» на підборідді, але в іншому зовні вона була схожа на матір, і ця схожість постійно зростала. Тетяна Федорівна ж прагнула якомога більше відсторонитися від своєї рідні, так як, на думку Сабанєєва, ставилася до того психологічного типу євреїв, які соромилися і всіляко намагалися приховувати своє походження або навіть причетність до цієї нації. Таким чином, до атмосфери дому домішувався дух антисемітизму, головним носієм якого виступала мати. Особливо це проявлялося в її відносинах з молодшим братом Борисом Шльоцером, згодом відомим французьким музикознавцем та письменником, що мав виразну єврейську зовнішність та характерну вимову, та «компрометував» сестру своєю з нею схожістю. За спогадами сучасників, Аріадна теж гаркавила або грассіровала, навіть коли говорила російською.
Антисемітизм дружини поділяв і Скрябін, але в Олександра Миколайовича він зм'якшувався за рахунок визнання за євреями «дуже важливої історичної місії» та обмежувався переконанням про неприпустимість їх перебування на деяких «вищих посадах».

#### Смерть батька

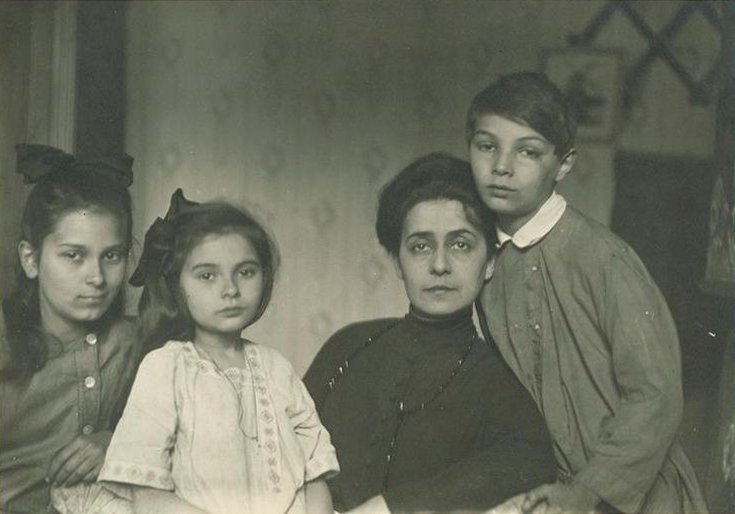
Т. Ф. Шльоцер-Скрябіна з дітьми: Аріадною, Мариною та Юліаном. Москва, 1918

14 квітня 1915 Олександр Скрябін помер від стрептококкового зараження крові. Буквально в останні хвилини перед смертю він встиг підписати заповіт та прохання на Височайше ім'я про усиновлення дітей.
Зі смертю батька сім'я залишилася практично без засобів до існування. Завдяки зусиллям численних посередників та доброзичливців Віра Іванівна, законна дружина Скрябіна, значно пом'якшила свою позицію. 27 квітня 1915 вона подала заяву в імператорську канцелярію:
| Дізнавшись про бажання чоловіка мого, О. М. Скрябіна, клопотати про визнання законними дітей його — Аріадни, Юліана та Марини, прижитих ним із Т. Ф. Шльоцер, — зберігши за нею батьківські права над дітьми, — зі свого боку ніяких до того претензій не маю. В. І. Скрябіна — ГЦММК, ф. 31, од. хр. 861. |

### Аріадна Скрябіна
Через тиждень, 5 травня Тетяна Федорівна отримала листа з Канцелярії Його Імператорської Величності з переліком документів, необхідних для отримання дозволу дітям Скрябіна — Аріадні, Юліану та Марині — носити прізвище батька.
Поступово вдалося зібрати й деякі гроші на підтримку родини та звичного укладу життя. Тетяна Федорівна зосередилася на вихованні Юліана, в якому бачила спадкоємця та продовжувача справи Олександра Скрябіна. Аріадна з братом і після смерті батька продовжували відвідувати Гнесинську школу, про що свідчать «екзаменаційні відомості» за 1915/16 навчальний рік. Дві революції 1917 року знову підірвали ледь налагоджений побут родини. 1918 року в Москві почався голод.

#### Україна
Влітку Тетяна Федорівна відвезла трьох дітей на відносно ситу Україну, в Київ, вважаючи, що там їй буде простіше налагодити життя. Однак і там було небезпечно: влада в місті переходила з рук в руки, ставало все гірше. Незважаючи на труднощі, брат Аріадни продовжував навчання — в Київській консерваторії, під керівництвом Глієра.
Радянський уряд ухвалив рішення організувати в арбатській квартирі Скрябіна будинок-музей композитора, та Тетяні Федорівні довелося жити на два будинки, постійно відлучаючись в Москву по справах, пов'язаних з цим підприємством. Діти в нині залишалися в Києві, в будинку цукрозаводчика Балаховського, або в дачному селищі Ірпінь недалеко від міста.
У червні 1919 року під час відсутності матері при нез'ясованих до кінця обставинах загинув — потонув у Дніпрі — Юліан Скрябін. Збереглося кілька музичних уривків у дусі пізнього Скрябіна, авторство яких традиційно приписується Юліану. Згодом Аріадна розповідала подругам, що її брат був «ще геніальніший за свого батька». Після загибелі Юліана Аріадна все життя боялася заходити у воду глибше, ніж по коліно.

#### Новочеркаськ
Загибель сина остаточно зламала Тетяну Федорівну. Вона забрала з собою молодшу дочку Марину та повернулася до Москви, Аріадну ж помістили в Смольний інститут, переведений в той час у Новочеркаськ.
У відриві від рідних Аріадна одразу проявила свій незалежний, гордий, поривчастий та сміливий характер:
Ми, інтелігенти того часу, соромилися сказати кому-небудь, що займаємося не надто витонченими речами — збираємо паливо, шукаємо, чим заробити на прожиток. Одного разу вчителька історії розповіла нам про те, як вона втомилася вчора, ліплячи цілий день цеглинки з гною. Аріадна тут же вигукнула: «Навіщо ж ви одна це робили? Ви б сказали мені, і я б допомогла вам». Вона зовсім не соромилася своєї бідності і не гребувала ніякою працею.— Е. Калабина, подруга по Смольного інституту
Також Аріадна запам'яталася іншим вихованкам прекрасною грою на фортепіано. Однак інститут скоро закрили, і Аріадна теж повернулася до Москви, де вся родина продовжувала жити в арбатській квартирі, якій скоро судилося стати музеєм.

#### Москва
Взимку 1920/1921 Аріадна поступила в школу № 159, недалеко від Великої Нікітської вулиці, на перетині Столового та Ножового провулків. У класах було холодно і діти на заняттях сиділи у верхньому одязі. Аріадна приходила до школи в старовинному, за фасоном минулого століття коричневому оксамитовому салопі з буфами на рукавах. Незважаючи на явно тяжке становище, трималася вона зарозуміло, і багато однокласників її одразу не злюбили. Однак у співчутті або заступництві вона не потребувала, байдуже ігноруючи будь-які глузування.
На той час Аріадна вже являла собою зрілу особистість, що склалася, — з властивостями, які їй належало пронести через усе своє життя: екзальтованість та абсолютна безкомпромісність у поєднанні з жорсткістю, честолюбством та перфекціонізмом. Аріадна ні в чому не знала середини, якщо вона спалахувала якоюсь ідеєю, — а їх у неї завжди було безліч, — це була всепоглинаюча пристрасть. В 14—15 років нею володіли дві мрії: Аріадна, по-перше, твердо вирішила стати поетесою, а по-друге, вирішила здійснити «Містерію» свого батька. Для реалізації другого задуму вона планувала залучити в помічниці свою зведену сестру Марію, актрису ленінградського БДТ, а також шкільних подруг.
Одного разу в серпні 1921 року я прибігла до Аріадні в Миколо-Песковський провулок. Вона лежала в ліжку, одужуючи після тифу. Хворіла й молодша сестра Марина, а мати, за словами Аріадни, була при смерті. Аріадна зраділа мені і, незважаючи на заборону доктора, говорила багато, натхненно та збуджено про роль мистецтва в житті, про свій обов'язок роз'яснити це людству. 

Я пішла, вражена її фанатичною відданістю ідеї. Ось це людина, думалося мені. Навіть у такі важкі хвилини, коли помирає мати, вона здатна думати про високі, абстрактні проблеми.— Н. Ільїна, подруга по 159-й школі
Насправді під впливом потрясінь, які спіткали і її сім'ю, і всю країну, Аріадна в корені переосмислила ідею свого батька. Центральне місце в її «Великій Містерії» було відведено не музиці, а драматургії. Змінилося і місце передбачуваного втілення: це вже не Індія, а саме серце Росії — Москва, Красна площа. Покликане ж це дійство було не злити весь Всесвіт у блаженному Екстазі, а висловити рішучий «протест проти страждання людства» — за сценарієм кульмінацією мало стати публічне самоспалення всіх акторів — шкільних подруг Аріадни. Ці її ідеї приводили у відчай родичів та друзів родини Скрябіних, проте Аріадна була буквально одержима і не хотіла слухати ніяких умовлянь:

Одна думка про Інститут приводить мене в жах… Я піду в народ… Я скоро буду здійснювати Велику Містерію, у мене вже багато послідовників. Що ж такого, що я постраждаю, я дуже рада цьому, так само як радію, що помру за Російський Народ.

… Вибачте мене за ту прикрість, яка я приношу Вам. Прошу Вас, у цю важку хвилину мого життя, підтримайте мене Вашою дружбою і не зневірюйте мене в тому, що я знаю — є моя доля.

Не пишіть мені більше до Москви, все одно не встигнете. У мене вже все є.
— з листа Аріадни Скрябіній до В.Г.Міровіч, 20 серпня 1920
З великимм труднощами спільними зусиллями переконали Аріадну в тому, що її допомога як ніколи потрібна сестрі, матері та бабусі, переключивши, таким чином, хід її думки, — втілення вогненної «Великої Містерії» було відкладено на невизначений термін. Поступово абсурдність затії ставала все очевидніше й самій Аріадні, завдання було скориговане — домогтися загального визнання на поетичній ниві.

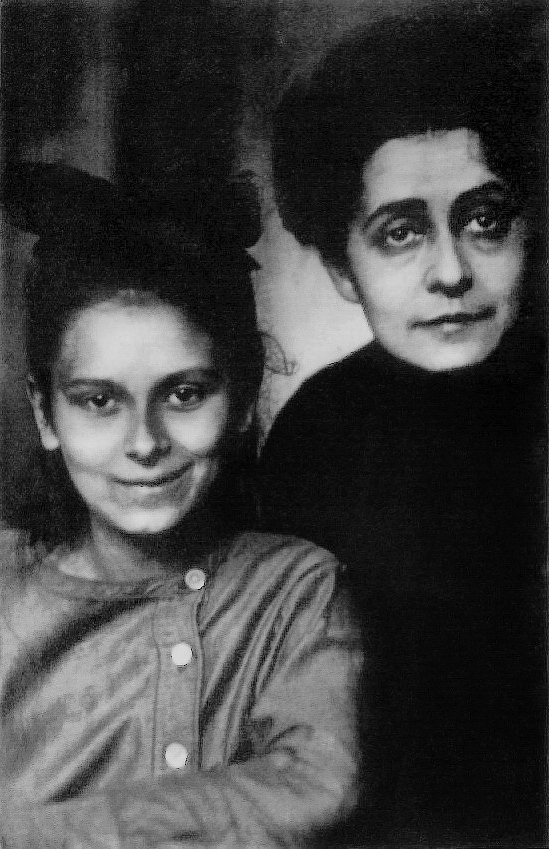
Аріадна з матір'ю. Москва, 1918

Улюбленим письменником Аріадни був Достоєвський, улюбленими драматургами — Шекспір і стародавні греки, за карбованість слогу та високу драматичність положень. Серед поетів не було настільки виражених переваг, але в числі перших — Блок та Бальмонт. Аріадна любила декламувати "Як іспанець"Костянтина Бальмонта, з особливим хвилюванням натискаючи на рядки "Я хочу бути першим у світі, на землі і на воді ". Французька поезія та драматургія: Бодлер, Мольєр, Ростан, бельгієць Верхарн. Аріадна читала вірші в патетичній манері Аліси Коонен, провідної актриси Камерного театру та кумира московської молоді.
С 15-ти років Аріадна і сама компонувала — збереглися листочки, списані дитячим почерком. Спільно з молодшою сестрою Мариною Аріадна писала під колективним псевдонімом Мірра. У числі творів Мірри багато віршів про імена: Марина, Ольга, Аля. Дослідниця Т. В. Рибакова відзначає схожість цих наївних рядків з віршами Марини Цвєтаєвої, у творчості якої мотив імені теж займає особливе місце. Сім'ї Скрябіних та Цвєтаєвої були дуже дружні. Дружба ця особливо проявилася після повернення Скрябіних із Києва до Москви. Марина Цвєтаєва простягнула Тетяні Федорівні руку допомоги, стала духовною опорою, коли та її потребувала найбільше. Цвєтаєва проводила біля ліжка важко хворої жінки цілі дні і ночі безперервно, і згодом написала в щоденнику: «Дружба сувора: вся на ділі і в бесіді, чоловіча, поза ніжності земних прикмет». Дружили і їх дочки, дві Аріадни, і дитячий вірш «Аля», швидше за все, присвячено Аріадні Ефрон. Теплі стосунки з Мариною Цвєтаєвої продовжилася і в еміграції: син Цвєтаєвої Мур народився через два дні після народження дочки Аріадни, з приводу чого вони обмінялися подарунками та Цвєтаєва зробила щоденниковий запис. Збереглися і вірші того часу, написані виключно Аріадною Скрябіною: з великою претензією і з «красномовним» підписом Аріадна ОРЛИЦЬКА. Дівчина обожнювала свого батька, але була честолюбна і не бажала користуватися його славою, а в псевдонімі, ймовірно, відбилася назва найулюбленішої п'єси «Орлятко» Едмона Ростана, перекладеної на російську мову Мариною Цвєтаєвої в 1910—1911 роках.
Відучившись рік, Аріадна не пішла у випускний клас і залишила школу, вирішивши вступати до вишу. До неї приїхала її подруга по Смольному інституту Катя Жданко; вони «побраталися», після чого Аріадна цілком серйозно стала вважати її своєю сестрою. «Сестри» жили в одній кімнаті скрябінської квартири. Разом вирішили й посткпати в Державний інститут слова, яким керував відомий артист та теоретик декламації Василь Серьожніков. Після випробувального «колоквіуму» обох дівчат зарахували в ДІС. Аріадна відвідувала лекції вибірково, лише ті з них, які були їй цікаві: мовознавство та орфоепія (читав Д. М. Ушаков), історія західної літератури (П. С. Коган), поетика (В. Я. Брюсов), естетика (Ільїн) . Серед друзів Аріадни син письменника Леоніда Андрєєва Данило, студентка консерваторії піаністка Тетяна Голубєва, дочка історика М. К. Любавського Олександра, балерина Франческа Бем зі студії К. Я. Голейзовського, Віра Кропоткіна, родичка відомого революційного мислителя.
У січні 1922 ДІС закрили, а в березні, так і не оговтавшись від хвороб, викликаних важкою депресією, померла Тетяна Федорівна. Приміщення теж потрібно було звільняти — на літо намічалося відкриття музею. Незадовго перед смертю Тетяні Федорівні ніби полегшало, і вона збиралася перевести всю сім'ю в Париж, до свого брата Бориса Шльоцера. Аріадна ж і чути не хотіла про те, щоб покинути Росію «в такий час». Вийшло все навпаки: назавжди залишивши Тетяну Федорівну в Росії, поруч зі Скрябіним на Новодівичому кладовищі, і відправивши молодшу Марину до бельгійських родичів Тетяни Федорівни, Аріадна, разом із бабусею Марією Олександрівною, з'явилася у «дяді Борі», в Парижі.

#### Париж
Про перші роки життя Аріадни Скрябіної в еміграції відомо небагато. З листування її друзів та знайомих випливає, що спочатку вона, як і багато інших емігранти, дуже бідкалася. Наприклад, в листопаді 1923 року Михайло Гершензон пише Льву Шестову.
Затіяв я серед музикантів влаштувати концерт, щоб зібрати та послати Аріадні Скрябіній грошей скільки-небудь. Сабанеева ти, мабуть, пам'ятаєш ? Він взявся клопотати. Ми розрахували, що може очиститися близько 300 доларів, тобто тисяч п'ять франків — все-таки щось. Гольденвейзер допоможе. Я просив щоб формально мета не була оголошена, — а учасникам доведеться сказати.— М. Гершензон, з листа Л. Шестову від 6 листопада 1923
Втім, встати на ноги Аріадні вдалося достатньо швидко. Після приїзду в Париж вона записалася на філологічний факультет в Сорбонну, але особливого інтересу до занять не проявляє . По всій видимості, вже 1923 року Аріадна увійшла в паризький гурток російських поетів «Через», в якому перебував і її майбутній, останній чоловік, поет Довід Кнут. Відомості про діяльність згаданої творчої групи дуже мізерні, якими шляхами Аріадна в неї потрапила невідомо: її ім'я лише мигцем згадується в листуванні поета Володимира Познера, а також, ймовірно єдиний раз в 1920-х роках, з'явилося в емігрантській пресі — якраз у зв'язку з діяльністю групи «Через». Завівши знайомства в середовищі молодих літераторів-емігрантів, Аріадна, поки, уникла «справжньої» зустрічі з Довід Кнутом, яка через багато років зіграла у її долі поворотну і, в підсумку, фатальну роль.

#### Проба пера і перший шлюб
Наступний рік французького життя Аріадни ознаменувався двома подіями. По-перше, вона видала в Парижі дебютний поетичну збірку, озаглавлену найпростішим та невибагливим чином — «Вірші». Є рецензія, написана Георгієм Адамовичем та опублікована в емігрантській газеті «Ланка» (№ 56, від 25 лютого 1924) . Оцінка Адамовича нещадна: у Аріадни відсутня єдина ознака справжнього поета — власна манера поводження зі словом. Літератор Семен Ліберман в рецензії, опублікованій газетою «Напередодні» (№ 123, 1 червня 1924) характеризує перші проби Аріадни як «гладкі, грамотні, приємні, середні вірші». Поезія молодої Аріадни пройнята християнським пафосом, але в той же час у ній відчувається духовна відчуженість, крізь яку, на думку дослідника Володимира Хазана, проступають риси безсумнівного художнього обдаровання. Своєрідне звернення Аріадни до старозавітної теми у, мабуть, самому примітному творі збірки — сценічному етюді «Ісус Навин», присвяченому Борису Шльоцеру. Як епіграф до цієї невеликої віршованій п'єсі Аріадна поставила рядки з «Поеми екстазу» свого батька. Ісус Навин, старозавітний предводитель євреїв, вшановується і в юдейській, і в православній традиціях. Для Аріадни ж одне з ключових його біблійних діянь — зупинене сонце — злочин проти природи, найбільше святотатство, яке Ісус Навин допустив, нібито, в стані помутніння розуму, несамовитості та якому сам же жахнувся.

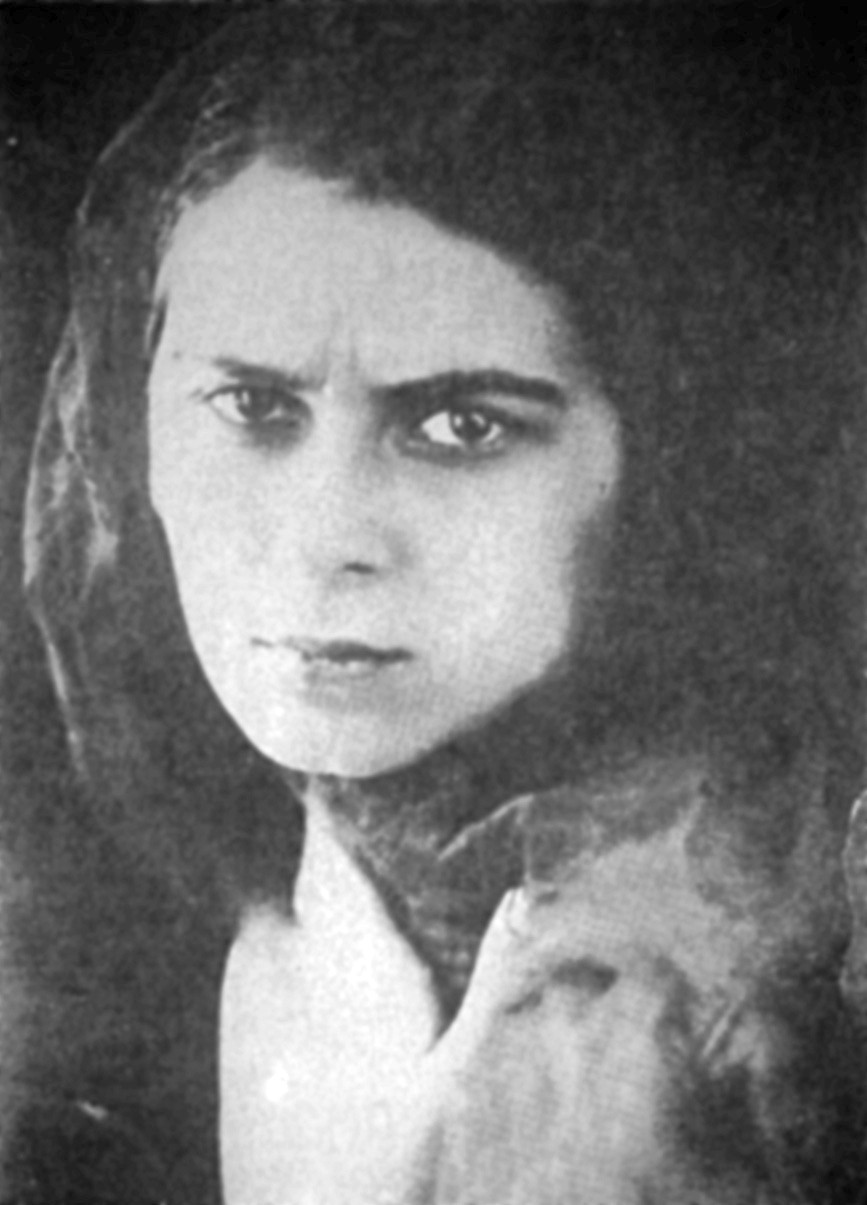
Аріадна Скрябіна. Париж, 1924

На самому початку того ж 1924 Аріадна одружилася. Її обранцем став композитор і диригент «Театру Старої голубники» (фр. Théâtre du Vieux-Colombier) французький єврей Даніель Лазарюс (1898—1964). Лазарюс підкорив Аріадну своєю майстерністю, а вона привернула його екзальтованістю та надзвичайною розкутістю, що інколи доходить до розбещеності. Сучасники згадують, що ще зовсім юна Аріадна в ресторанах багато курила, пила горілку, а головне — їла з ненаситною жадобою — наслідок голодних років, проведених в Росії.
| Моя мати дуже багато їла. Вона завжди була голодною, все життя. У Росії вона почала крутити самокрутки, щоб від голоду не зводило живіт. У Франції вона курила по три пачки сигарет на день, накидалася на їжу і ніяк не могла наїстися. А сама була худюща: важила сорок сім кілограмів.— Тетяна-Міріам, дочка Аріадни |

Коли ж відвідувачі на неї починали витріщатися, Аріадна запросто могла хрипко розсміятися і показати допитливим язика. Все це притягувало Лазарюса, в той же час приводячи його в збентеження. Поруч з Аріадною він виглядав загубленою дитиною, хоча був старший за неї на сім років та встиг отримати поранення на полях Першої світової. До того ж Лазарюс боготворив Скрябіна, і роман з дочкою кумира не міг йому не лестити. А після того, як він поклав на музику три її вірші, у Аріадни не залишилося жодних сумнівів у своєму виборі. Однак, манірним родичам музиканта вона одразу не сподобалася. Мати Даніеля зненавиділа Аріадну на першому ж сімейному обіді, пізніше прозвавши її «циганкою».
Проте, весілля все ж відбулася, з благословення дядька Борі та бабусі. Шлюб дозволив Аріадні вирішити матеріальні проблеми, але тут же почалися інші — будучи вагітною, Аріадна зірвалася з підніжки трамвая, і пережила викидень. Постійні скандали зі свекрухою вносили розлад і між подружжям. Поетичний дебют одночасно виявився і творчим фіналом: очевидно, Аріадна залишилася незадоволена і книжкою, і більш ніж скромною реакцією на неї, а насамперед — собою.
Аріадна народила від Лазарюса двох дочок: Тетяну-Міріам (3 лютого 1925) та Жильбер-Елізабет (Бетті, 1926) . Незабаром після народження Бетті, Аріадна пішла від Лазарюса, забравши дітей та назавжди викресливши його зі свого життя.

#### Другий шлюб
1928 року в Париж приїхав знаменитий піаніст Володимир Софроницький, а разом з ним його дружина — улюблена зведена сестра Аріадни, Олена (Ляля). Під час цього турне Ляля посварилася з чоловіком, і Софроницькому довелося повертатися в Росію одному, без дружини, а Ляля, за наполяганням Аріадни, залишилася в Парижі, і затримка ця виявилася довжиною в кілька років. Аріадна з сестрою жили по сусідству, багато часу проводили разом, годинами просиджували в кафе у модних капелюшках, з довгими мундштуками, приковуючи чоловічі погляди. Аріадна мало не щодня запрошувала до себе гостей, і посиденьки з розмовами затягувалися до глибокої ночі, або сама йшла до знайомих, залишаючи дітей на віддану бабусю.
У кафе Аріадна познайомилася з Рене Межаном, який незабаром став її другим чоловіком. Межан викладав у ліцеї французьку літературу та хотів стати письменником. Він складав вірші й оповідання в дусі Мопассана, працював над чернеткою роману про якесь буржуазне сімейство, по всій видимості списане з його власної родини. Межан не поступався Лазарюсу в аристократизі, проте в його будинку до Аріадні поставилися набагато прихильніше та співчутливіше: батьків Рене навіть нітрохи не збентежив той факт, що у нареченої їхнього сина двоє дітей. Вінчання відбулося в тій же церкві, що і минулого разу, молодята з дочками Аріадни, а також служницею та гувернанткою переїхали в простору квартиру, теж неподалік від Лялі.
Відносини між зведеними сестрами поступово погіршувалися. У листі, датованому 31 липня 1930, Ляля повідомляє Ніні Берберовой:
Сьогодні приїжджає Аріадна зі своїм чоловіком. Я не дуже рада, бо не люблю його, а тому і з нею неприємно.— Олена Софроницька
Через деякий час Софроницький зміг умовити дружину повернутися в Росію, і Ляля поїхала, незважаючи на вмовляння Аріадни.
Шлюб з Межаном виявився ще невдаліше попереднього. Аріадна завагітніла і, ще донашивая дитину, вирішила, що у неї має бути інший батько. Аріадна збрехала Межану, що дитина не від нього, а коли її син — Елі — підріс, сказала йому, що його батько Довід Кнут. Від Межана ж вона пішла, чим розбила йому серце. Рене два роки не давав їй розлучення і до старості не знав, що у нього є син, поки одного разу Елі не відвідав його і не розповів правду.
Кнут намагався умовити Аріадну не обманювати дитину. Але з нею не було сладу. Якщо вона що-небудь вирішувала, її не можна було переконати. Вона, наприклад, вселила Елі, що він повинен стати моряком, і він став ним!— Єва Кіршнер

#### Зустріч та роман з Кнутом
Передвоєнний російський Париж жив своїм життям, відокремленим від Парижа французького. Іммігранти з Росії відвідували російські кафе і ресторани, магазини та перукарні, випускали російські газети та журнали, не кажучи про книжки. Переважна більшість шлюбів укладалися всередині громади, для своїх дітей росіяни організовували садки і створювали школи. Причина майже повної відсутності асиміляції полягала в тому, що ще між Російською імперією та Францією встановилися абсолютно особливі зв'язки, і багатьма росіянами Париж сприймався мало не другою домівкою, частиною та продовженням Росії. Після Жовтневої революції безліч таких діячів, що становили цвіт російської культури і не прийняли Радянську владу, виявилися в еміграції, центром якої став Париж. Тут влаштувалися Бунін, Бальмонт, Ходасевич, Мережковський, Гіппіус, Теффі, Адамович, Георгій Іванов, Бердяєв, Лев Шестов, Шаляпін та багато інших. Тут же знаходився центр громадської думки російського зарубіжжя: починаючи з колишнього голови Тимчасового уряду Росії Керенського та закінчуючи представниками політичних партій, «скасованих» більшовиками, а також білоемігрантами. Усвідомлення себе як свідків та хоронителів зганьбленої «старої» Росії, природно, теж не сприяло асиміляції.
Важливо відзначити, що російська еміграція в Парижі була дуже неоднорідна за своїм національним складом. Цілком окрему статтю становили євреї — їх було багато, особливо серед інтелігенції, і у них, крім загальноросійської, була і своя програма: створення єврейської держави в Палестині. До початку 1930-х років лідер та ідеолог сіоністів ревізіоністського толку Володимир Жаботинський переніс центр своєї діяльності з Берліна в Париж.
Частиною цьої химерної російсько-єврейської спільноти були і Аріадна Скрябіна, і Рене Межан, і Довід Кнут. Втім, вони ставилися, за висловом Кнута, до «другого покоління» емігрантів та просто насолоджувалися молодістю, з її схильністю до крайнощів, і свободою, яка можлива лише в чужій країні. Дослідник Володимир Лазаріс припускає, що знайомство Кнута та Аріадни відбулося на якомусь літературному вечорі або в кафеLa Bolée, де любили збиратися члени гуртка «Гатарапак». Тієї ж версії дотримується і Хазан, уточнюючи, що до того часу, коли Аріадна могла приєднатися до цього гуртка, він швидше за все вже був перетворений на групу «Через».
Довід Кнут — бессарабський єврей родом з Кишинева, син бакалійника. 1920 року, після румунської анексії Бессарабії, емігрував до Парижа. Як і Аріадна, і на відміну від попередніх її мужів, Кнут ніколи не уникав важкої або непрестижної роботи: служив на цукрово-розважувальній фабриці, був чорноробом, займався розфарбуванням матерій, після відкрив дешевий ресторан в Латинському кварталі, де прислужували його сестри та молодший брат. На початку 30-х років Кнут влаштувався в німецьку торговельну фірму та заробляв, цілими днями розвозячи по місту на триколісному велосипеді товари. При цьому Кнут постійно перебував у гущі літературного життя «російського» Парижа, майже всі поетичні об'єднання та гуртки в місті були створені та діяли за його безпосередньої участі.
Кнут з юності захоплювався поезією Пушкіна, власні вірші почав публікувати ще в Росії, в кишинівській пресі, але розкрився як поет набагато пізніше, в Парижі, залишившись на батьківщині невідомим на довгі десятиліття. Поезія Кнута 1920-х років поєднує майже брутальний еротизм та старозавітну патетику, що не могло не знайти відгуку з боку палкою та емансипованої натури Аріадни:
… Вона успадкувала від батька, як писав про нього Пастернак, «споконвічну російську тягу до надзвичайності» та завчила, що для того, щоб бути собою, все має себе перевищувати. <…> І ось на її шляху з'явився Кнут — влюбливий поет, талановитий та дотепний малий, що у своїх віршах торкав хвилюючі її біблійні теми таким тоном наче він щонайменше був свідком потопу. <…> Їм просто було по дорозі, їм було майже призначене зійтися саме тому, що вони один одного роздмухували і один одного своєю неуємністю заражали:132.— Олександр Бахрах

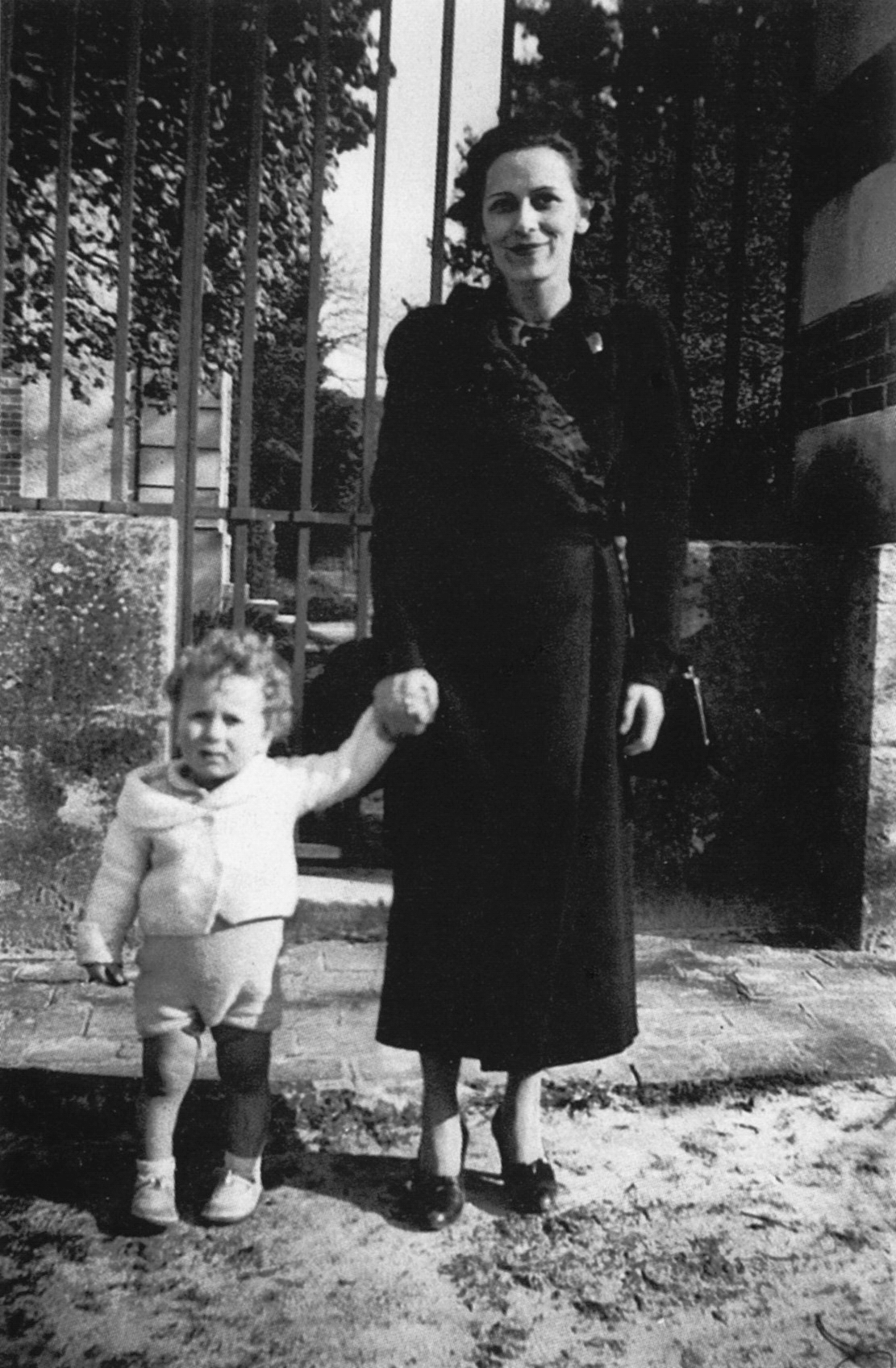
Аріадна з сином Елі. Париж, 1938

Роман Кнута та Аріадни розпочався наприкінці 1934, тобто через 10 років після їх першого «шапкового» знайомства, якщо припущення Хазана та Лазаріса вірні. Будучи вагітною від Межана, Аріадна пішла до Кнута. Збереглося листування, яка доводить, що і після цього, принаймні до осені 1936 року, між Кнутом і Межаном зберігалися дружні відносини, Кнут навіть опікав свого менш щасливого суперника. Розлучення з Межаном Аріадні вдалося оформити лише на початку 1937 року. Кнут же зі своєю першою дружиною, Сарою (Софією) Гробойс, розлучився за рік до зустрічі з Аріадною, після чого у нього ще був пристрасний роман з якоюсь Софією Миронівною Ф., якій він присвятив поетичну збірку «Паризькі ночі» (1932). Примітно, що Аріадні Кнут не лише ніколи не присвячував віршів, але більш того, по всій видимості, жодного разу не вивів її в образі ліричної героїні своїх творів.
Аріадна продовжує відвідувати літературні зустрічі, але тепер — разом з Кнутом. Вони регулярно бувають на щотижневих «вечорах» у Ходасевича, Мережковського, Ремізова. Часто запрошують і до себе — літераторів, музикантів, акторів. Водночас вірші у Кнута, за висловом Хазана, «йдуть на спад», і поета в ньому поступово заміщає публіцист.
У серпні 1937 Аріадна з Кнутом, залишивши дітей на піклування їхньої спільної подруги Єви Цірінської, тиждень відпочивали під Генуєю, в Нерви; відвідали вони і рідне для Аріадни сільце Больяско. Після повернення в Париж вони виявилися на Монпарнас, в кафе «Домінік», разом з капітаном єврейського навчального вітрильника «Сарра Алеф» Ірмою Гальперном, начальником відділу військової підготовки молодіжного руху Бейтар. Гальперн збирався відплисти до Палестини та запропонував Кнуту приєднатися матросом, на що Довід відповів радісною згодою. Осінь Кнут провів у Палестині, через листи заражаючи ентузіазмом залишених у Парижі Єву й Аріадну. Якщо Єва закінчила свої дні в державі Ізраїль, проживши в ньому більше половини життя, то Аріадні так ніколи і не довелося побачити Палестину, і в її уявленні ця земля, незважаючи на розповіді Довіда і Єви, залишилася в біблійних часах або, у всякому разі, неминуче повинна була до них повернутися.
| Думаю, якби Аріадна приїхала в Ерец-Ісраель, то зажадала б, щоб там був цар, як цар Давид. Ось тоді вона заспокоїлася б.— Єва Кіршнер |

Після давньої невдачі на ниві віршування Аріадна звернулася до прози. Вона багато років писала роман під назвою «Лея Лівшиць», в якому розповідала історію єврейської дівчини на ім'я Лея. Незакінчений роман вона нікому не показувала, але іноді зачитувала вголос окремі сторінки. Рабину Пінхас Ройтману запам'яталося одне висловлювання з роману Аріадни: «Гой вірить — єврей знає» (фр. Le goi croit — le Juif sait). Працювати над романом Аріадна любила в ліжку, загорнувшись ковдрою, і тоді дітям заборонялося їй заважати — Бетті садила Еліка у возик та відправлялася з ним гуляти на бульвар. Ліжко взагалі була улюбленим місцем Аріадни в будинку:
Мама лежала на ліжку з величезним підносом, на якому розкладала пасьянс, пила каву чашку за чашкою та курила сигарети одну за одною.
— Елі Маген
Аріадні прислужували французькі та російські няньки й куховарки, оскільки сама вона, за спогадами Міріам, «навіть яйце не могла розбити». Слугам часто було нічим платити, але вони так сильно любили Аріадну, що не хотіли йти. Роман «Лея Ліфшиц» не був завершений і не зберігся.
Поїздка справила на Кнута величезне враження. Перебуваючи в Палестині, він почав роботу над поетичним циклом «Прародина», і ця тема стала для нього визначальною не лише у творчості. Листи Кнута і його подорожні нотатки, зібрані в «Альбом мандрівника», сповнені не лише захоплення, а й обурення, гіркоти, оскільки його прабатьківщина стрімко європеїзується, американізується, безцеремонно опошляється сучасною цивілізацією, і що найгірше — самими євреями. Після повернення в Париж Кнут присвячує себе більш практичним справам: насамперед, публікує «Альбом мандрівника». Тоді ж у нього виникає ідея створення актуальної єврейської газети французькою мовою — таких в Парижі ще не було. Однак, коштів на її видання знайти не вдається.

#### Сіонізм
Питаннями сіонізму Кнут з Аріадною цікавилися вже давно, з тривогою стежили за зростанням антисемітизму в Європі, особливо в Німеччині. Поступово обидва вони стали переконаними сіоністами, причому захоплива Аріадна стала вважати себе єврейкою та дійшла в своїх переконаннях до набагато більш крайніх, практично екстремістських, позицій, ніж Довід. Так, виступаючи на диспуті в клубі «Фобур», присвяченому виходу книги «Дрібниці для погрому» Л.-Ф. Селіна, Аріадна заявила:

Антисемітизм споконвічний, як ненависть лакея до свого пана. Ця ненависть звернена на всякого, хто має які-небудь переваги перед іншими. А цивілізований світ живе духовними багатствами юдаїзму. Тому, само собою, він може лише ненавидіти євреїв.

Володимир Хазан зазначає, що єврейство предстало Аріадні «не у вигляді абстрактної ідеї, а як необорима пристрасть, що поглинула все її іство». Аріадна з непримиренністю, що доходила до ненависті й озлоблення, сприймала найменші прояви антисемітизму. Одного разу вона заявила, що відомого поета Георгія Іванова «слід розчавити як клопа, поставити до стінки», варто було лише комусь у її присутності запідозрити того в упередженні до євреїв.
Відомо також, наприклад, що Аріадна не переносила єврейські анекдоти, а коли починала відстоювати свої погляди, інші сіоністи затискали вуха. Одного разу в бесіді з поетом, перекладачем та сіоністським діячем Лейбом Яффі, якого вона запросила в гості, Аріадна заявила, що бачить лише два способи «вирішити арабську проблему»: вигнати арабів з «нашої землі» або перерізати їм усім горло. Після цього Яффі не хотів про неї чути. Згідно з іншим свідченням, Аріадна вважала «Протоколи сіонських мудреців» справжнім керівництвом, як треба «організовувати підпільну роботу».
Описано і такий курйозний випадок: вже після початку Другої світової війни, в будинку Кнутов виявився втікач з окупованої Польщі — письменник Юліан Тувім з красунею-дружиною Стефанією. Обидва вони були євреями, причому Стефанія дуже соромилася свого єврейства та ніколи в ньому не визнавалася. У розмові Стефанія помітила, що єврейські особи рідко бувають гарними через занадто довгих носів. Аріадна парирувала, оголосивши, що «Гойські обличчя схожі на дупу».
Кумедний підтекст цієї сцени полягав у тому, що православна християнка Скрябіна пристрасно захищала юдейську красу від чистокровної єврейки Стефанії Тувим, яка через цей випадок ніколи більш не переступала порога будинку Кнутів, і її чоловік, який був свідком на весіллі Довід та Аріадни, сидів за весільним столом один, без дружини.— Володимир Хазан
Інший випадок стався одного разу в одному з паризьких кафе. У приміщення зайшов Володимир Жаботинський, і Аріадна, що сиділа за столиком, тут же схопилася і стала струнко, вітаючи лідера ревізіоністів. Умовляння сісти та продовжити трапезу на неї не отримали жодного дії, і сцена ця закінчилася лише після того, як Жаботинський покинув кафе . Ця зустріч з Жаботинським виявилася не єдиною.

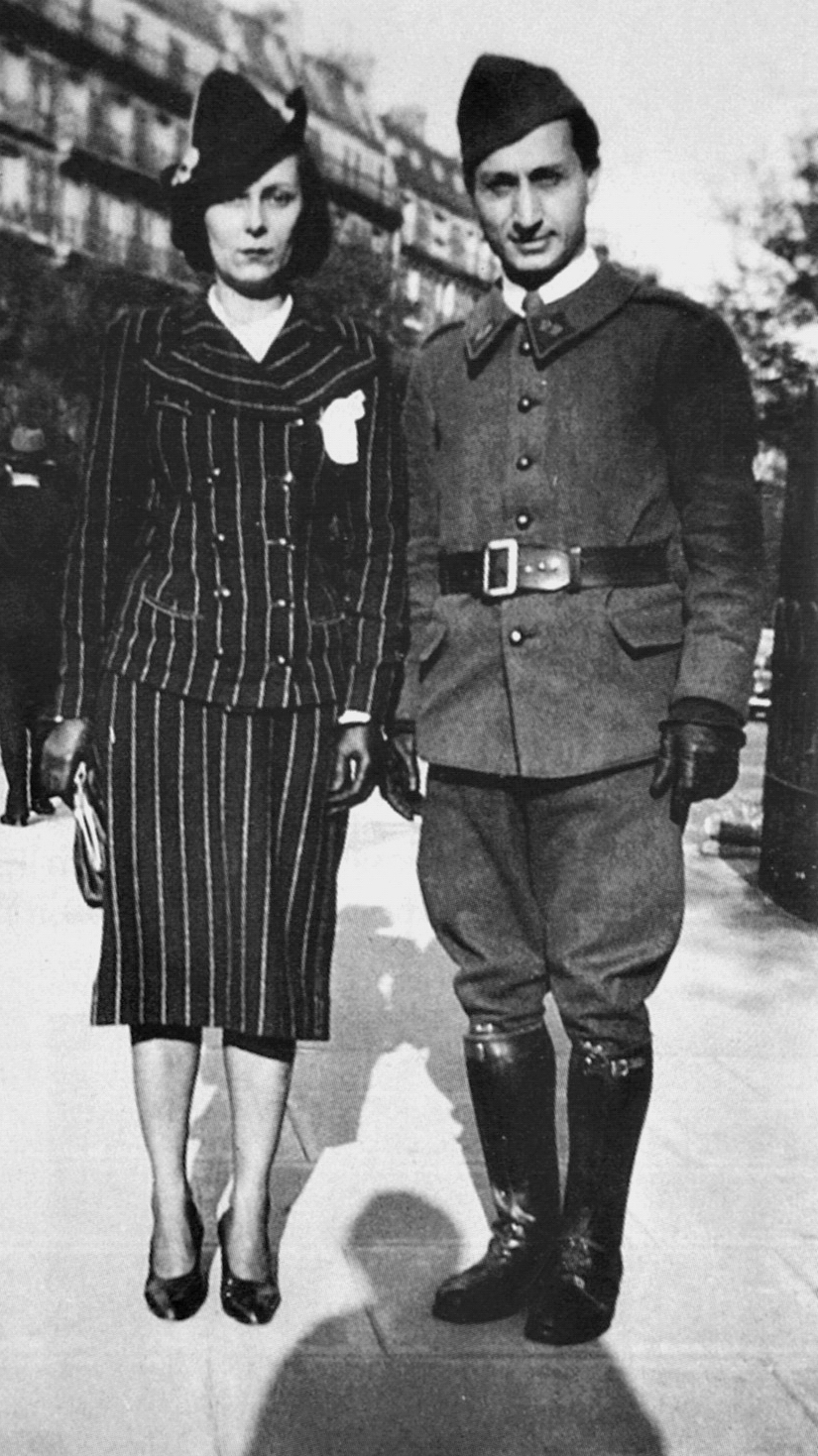
Аріадна та Довід Кнут. Париж, осінь 1939

На початку 1939 року Довіду, Аріадні і Єві вдалося, нарешті, організувати випуск газети: основну частину коштів пожертвувала мати Єви. Газета отримала назвуAffirmation («Затвердження») і була спрямована на пробудження національної самосвідомості євреїв. Довід та Аріадна зняли двоповерховий будинок за адресою: вулиця Лаланд, 6 (фр. Rue Lalande) . На першому поверсі розташовувалася редакція, а на другому — їхня квартира. Кнут виступав не лише як редактор, але і як публіцист. Поява газети стала важливою подією для євреїв Парижа, і на зусилля її авторів звернув увагу Володимир Жаботинський, який відвідував редакцію. У серпні 1939 року всі троє — Кнут, Аріадна і Єва — отримали запрошення в Женеву на XXI Сіоністський конгрес, присвячений Білій книзі. Як члени редколегіїAffirmation вони були допущені на всі засідання конгресу.

### Сарра
Через тиждень після закриття конгресу почалася Друга світова війна. Кнута в перший же день війни 1 вересня 1939 року мобілізували у французьку армію, і цього ж дня вийшов останній, 29-й номер Affirmation — газету довелося закрити. У березні 1940 року Єва з сім'єю виїхала до Палестини. Служба Довіда проходила в Парижі, і 30 березня 1940 Кнут та Аріадна зареєстрували шлюб, а ще через кілька днів Аріадна прийняла гіюр, отримавши нове ім'я Сарра, після чого стала вимагати від знайомих називати себе лише так. Лазаріс звертає увагу на те, що цей відповідальний крок для Аріадни був на кшталт подвигу, через водобоязнь, що розвилася після загибелі брата, Юліана — адже під час церемонії Аріадні необхідно було зануритися в мікву.

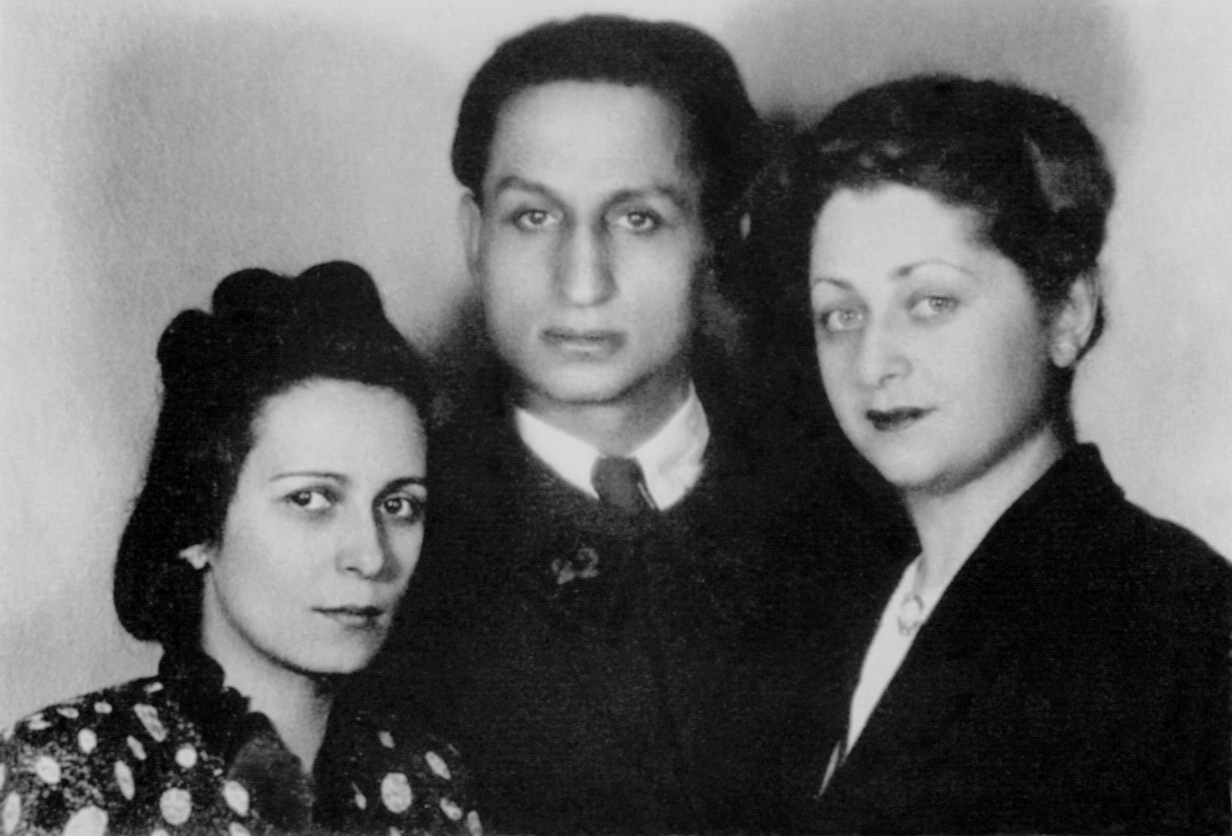
Аріадна, Довід і Єва Кіршнер. Париж, лютому — березня 1940

Перехід Аріадни в юдаїзм викликав великий резонанс серед російських емігрантів, деякі сприйняли відмову від християнської віри як зраду та особисту втрату.
| Гуляли пізно, зустріли Кнута з його противною дружиною (колишньою Скрябіною). Ця дружина його вже десята. Перейшла в жидівство, оскільки Кнут став не стільки поетом, скільки войовничим ізраїльтянином. «Кров Його на нас і дітях наших».— Зінаїда Гіппіус, 16 лютого 1939 |

Військову частину, до якої був приписаний Кнут, при наближенні німецьких військ до столиці перекинули на південь. Аріадна з дітьми залишилася в Парижі: молодшого Елі вона влаштувала в пансіон, а сама пішла працювати на завод. Але завод закрили через три дні, почалися паніка та втеча з Парижа. Борис Шльоцер кликав її до себе в Піренеї, але Аріадна не могла виїхати, нічого не знаючи про долю чоловіка. 14 червня німецька армія увійшла в Париж, буквально напередодні Довід зміг повідомити Аріадні, що демобілізувався і чекає її в Тулузі, і сім'я спішно покинула місто.

#### Тулуза
Тулуза перебувала в т. зв. «Вільній зоні», бойові дії там не велися, окупаційних військ не було, проте діяли колабораціоністи та «міліціонери» з числа місцевих жителів. У Тулузу і в інші міста півдня країни стікалися біженці. Серед них було багато євреїв, зокрема висланих з окупованих Ельзасу та Лотарингії. При цьому положення та можливості єврейських біженців та «корінних» французьких євреїв сильно різнилися, так само як і ставлення до них з боку вішистської влади та рядових «міліціонерів». Єврейські біженці прагнули потрапити в Марсель, а там роздобути візу в Південну Америку або Китай, куди завгодно. Вільного житла не було, ціни на нього стали астрономічними.
Аріадна з двома дочками возз'єдналася з Довідом у Тулузі. 3 червня 1941 Кнут пише в Америку Марку Алданову:
Дорогий Марк Олександрович, цей лист — скромне S.O.S. Ми з Аріадною Олександрівною наполегливо просимо Вас надати нам найбільшу послугу, про яку можна просити людину: витягнути нас із згубного місця. Мене запевняють, що від А. Ф-ич залежить отримання візи "intellectuel en danger (без affidavit) ".— Довід Кнут, 3 червня 1941
По всій видимості, Марк Алданов передав цей заклик про допомогу О. О. Гольденвейзеру, який входив до Комітету з аффідевітів при американському клубі «Горизонт», забезпечував американськими візами втеклих з Європи євреїв. Гольденвейзер взявся допомогти Кнутам, але справа йшла важко, вимагала значного часу, а з листопада 1942 взагалі була призупинена, причому у Гольденвейзера знаходилося на той момент близько сорока подібних заявок. Як би там не було, виїхати в Америку Кнутам не вдалося.
Чекаючи допомоги, Аріадна відіслала дочок до Бориса Шльоцера, але через кілька місяців Міріам повернулася. Сім'я влаштувалася в маленькій квартирці в напівпідвальному приміщенні на Вулиці Бігу-Давид, 20 (фр. Bégué-David) . Жили впроголодь, доводилося братися за будь-яку роботу, Довід навіть служив сторожем при психіатричній лікарні. Незабаром після приїзду вони зустрілися з Олександром Бахрахом, який залишив спогади про цю зустріч. Лазаріс не виключає, що Бахрах був останнім, з ким вони говорили по-російськи. Після цього вони, з метою конспірації, повністю перейшли на французьку мову, навіть в розмовах з дітьми.

#### Створення ЄА
Довід та Аріадна закрилися у себе в кімнатці і за кілька тижнів, до кінця 1941 року написали брошуру під назвою «Що робити?» (фр. Que faire ?), присвячену проблемам євреїв взагалі та сучасному стану справ зокрема. У брошурі обґрунтовувалася необхідність створення єврейської підпільної організації. Кнут скликав кількох сіоністів Тулузи та зачитав їм брошуру. Однак приєднатися погодився лише один — Авраам Полонський; решта визнали саму ідею підпільної боротьби божевільною та смертельно небезпечною. Полонський же мав досвід: під час громадянської війни в Росії на території Білорусі він створив підпільну єврейську організацію, що діяла на боці Червоної армії проти Петлюри. Територія, на якій діяла його група, несподівано для підпільників виявилася частиною Польщі, польські власті їх заарештували, проте Полонському вдалося втекти, після чого через Німеччину та Бельгію він дістався до Тулузи, де й осів. Полонський закінчив інженерний факультет Тулузького університету, працював на заводі, а пізніше відкрив власне процвітаюче підприємство. При цьому він завжди залишався вірним ідеям Жаботинського, і зараз його багатющий практичний досвід у поєднанні зі знанням місцевих реалій дуже знадобився . Незважаючи на заперечення сіоністів, організація була створена: її засновниками стали Кнут, який і очолив її, Аріадна, Авраам Полонський і його дружина Ежен.
Спочатку організацію назвали Bnei David («Нащадки Давида»), але в червні 1944 року перейменували в Organisation Juive de Combat («Єврейська армія», скорочено OJC або ЄА) .

### Регіна
Сарра-Аріадна, відповідно до законів конспірації, вибрала собі підпільну кличку — Регіна. Вона ж придумала особливу церемонію складення присяги при вступі до організації. За чотири роки існування ЄА таку присягу склали 1952 особи, серед яких було багато євреїв з Росії.
Я опинилася в темній, як ніч, кімнаті, напроти мене хтось сидів, але я бачила лише різке світло ліхтаря, спрямоване прямо мені в обличчя. На столі лежав прапор, а поруч — Біблія. Я повинна була повторювати слова присяги, не знімаючи руки з Біблії. «Клянуся залишатися вірною ЄА і підкорятися її командирам. Хай живе мій народ! Та відродиться Ерец-Ісраель! Свобода або смерть!» — почула я свій голос. У темряві хтось вимовив «Відтепер та надалі ви в ЄА». Спалахнуло світло, і я побачила, що навпроти сидить Аріадна і що прапор зшитий з двох простирадл — білої та блакитний. На всіх нас сильне враження справляло відчуття якоїсь містичної сили по другий бік столу.— Анна-Марі Ламбер

#### Підпільна робота
Членів ЄА вербували серед інженерів підприємства Полонського, студентів Тулузького університету, а також в синагогах. Серед учасників гуртка був двадцятирічний поет Клод Віже, який залишив спогади про Аріадну:
Фанатична, як всі справжні неофіти, вона покривала ганьбою язичників та християн, змушувала свого чоловіка <…> строго дотримуватися ритуалів, від яких він давно відійшов, <…> мріяла про повне відродження спадщини юдаїзму, про повернення в Сіон, про втілення в життя містичного передбачення ізраїльських пророків. Вона слідувала жорстким правилам раввіністичного вчення, <…> незважаючи на величезні зовнішні труднощі і на внутрішні конфлікти її шаленої натури. <…> Вона висловлювала те презирство до неєвреїв, яке властиво християнським жінкам, що нещодавно перейшли в юдаїзм.— Клод Віже
Серед «величезних зовнішніх труднощів» слід виділити пристрасть Аріадни до куріння, яку їй доводилося придушувати по суботах, в той час як в інші дні вона зберігала «бички», висипаючи з них тютюн та скручуючи зі старих газет «козячі ніжки», відбирала у некурящих чоловіків талони на сигарети (жінкам вони не надавалися), а у дочок — талони на шоколад, які теж вимінювала на сигарети.
Перші акції ЄА були достатньо простими та нешкідливими. Цілий рік члени ЄА приносили інтернованим з Німеччини єврейським біженцям продукти. Біженці містилися в дуже важких умовах, у таборі Ресебеду, поруч з Тулузою, доводилося підкуповувати вартових.
Аріадна продовжувала вважати основними ворогами англійців, а не німців: адже це англійська поліція в Палестині підтримує арабських терористів, не дає озброюватися євреям, не пускає їх в країну. Однак, у міру розвитку подій, коли уряд Віші почав видавати антиєврейські закони, декрети та циркуляри, а також почала надходити інформація про облави, чистки та депортації, Аріадна зрозуміла, що головний та смертельно небезпечний ворог зараз — фашизм.
Поступово діяльність ЄА розширювалася. Підпільники добували зброю та секретну інформацію, переховували єврейських дітей, ортодоксальних євреїв та представників інших груп особливого ризику на квартирах, віддалених фермах і в монастирях. Вони також переправляли біженців через кордон в Швейцарію та Іспанію, розподіляли отриману через Швейцарію допомогу від міжнародних єврейських організацій, випускали газету «Кан мем», здійснювали диверсії проти гітлерівців і їхніх пособників. Найбільш важким та небезпечним завданням було переправлення дітей, чиїх батьків депортували в табори. Цією роботою Аріадна займалася одна або з помічницею. У кожну групу входило до 30 дітей 7—12 років, переправляли їх в поїздах. Необхідно було ретельно дотримуватися конспірації. Для цього дітей вчили правильно поводитися в дорозі, щоб не виглядати організованою групою і не викликати підозр. Дітей також готували до різних непередбачених ситуацій. Точно так же, залізницею, перевозили зброю у валізах.
Іноді ЄА проводила й бойові операції. У районі Чорних гір під Тулузою англійці регулярно скидали зброю для французьких партизанів (маки). Але французи не завжди приходили до призначеного місця, і тоді ця зброя діставалася єврейським підпільникам. Переважно бійці ЄА займалися усуненням так званих «фізіогномістів» — агентів гестапо, які вдивлялися і вистежували євреїв на вулицях. Після декількох успішних акцій, проведених ЄА, бажаючих поповнювати ряди «фізіогномістів» не виявилося, і ця мережа інформаторів припинила існування.

#### Бетті
Молодша дочка Аріадни, Бетті, певний час продовжувала жити у Бориса Шльоцера, у відносній безпеці. Однак нацисти добралися і до нього, запідозривши в ньому єврея та комуніста, внаслідок чого Шльоцеру з племінницею довелося провести кілька днів у в'язниці. До того ж Бетті закохалася в молодого пароха та написала матері, що збирається перейти в католицтво. «Якщо Бетті хреститься, я вб'ю її і себе» — заявила Аріадна і тут же забрала дочку до себе. З'ясувалося, що проти євреїв та юдаїзму Бетті настроював Борис Шльоцер, який теж не міг пробачити «зради» Аріадни. Бетті, навіть перебуваючи поруч з матір'ю, отримувала від дядька Борі листи, в яких він переконував дівчинку відвідувати католицького священика для зміцнення християнської віри. Аріадна спочатку звернулася за допомогою до приятеля родини, філософа Арнольда Мандела, але бесіди з ним не допомогли, і Бетті ще більш віддалилася від юдаїзму. Тоді Аріадна попросила про допомогу рабина Пинхаса Ройтмана, який працював з підлітками. Ройтман щовечора під час прогулянок розмовляв з Бетті, і внаслідок зміг її переконати. Аріадна ж стала залучати Бетті до підпільної боротьби .

#### Викриття ЄА
У листопаді 1942 року поліція заарештувала Арнольда Манделя — члена ЄА, прийнятого в організацію за рекомендацією Кнута та Аріадни. Кнути знали його ще по Парижу, Мандель був другом сім'ї та співпрацював в Affirmation, де публікував філософські есе. Манделу було доручено зустрітися в Люрді з абатом, імовірно співчуваючим єврейському підпіллю. Однак абат заманив Манделя в пастку. У поліції Мандель видав ім'я та адресу Кнута. Підпільники дізналися про це через своїх інформаторів, і коли поліцейські нагрянули з обшуком, ніяких доказів підпільної діяльності Кнута вони не виявили. Тим не менш, залишатися у Франції Кнуту було небезпечно. Було вирішено відправити його до Швейцарії. Кнут просив Аріадну виїхати разом з ним, тим більше, що вона була на другому місяці вагітності. Аріадна відмовилася — потрібно було переправляти за кордон чужих дітей. Кнут виїхав один. На посаді керівника ЄА його змінив Авраам Полонський.
22 травня 1943 Аріадна народила сина, якого назвала Йосипом: «Ця дитина дізнається свободи. Він буде жити в єврейській державі!» У листопаді Аріадна відправляє до Швейцарії восьмирічного Елі, а ще через місяць — Міріам з піврічним Йосипом на руках. З Аріадною в Тулузі залишилася лише Бетті.
До цього часу відноситься, ймовірно, остання зустріч Аріадни з дядьком Борисом Шльоцером та молодшою сестрою Мариною, по дорозі на чергове завдання в Перпіньяні.
Вона, мабуть, була захоплена підпільною діяльністю, якою віддалася всім серцем. Складалося враження, що вона знайшла своє справжнє покликання та поглинена настільки, що виникало питання, як їй вдасться звикнути до нормального життя без небезпек, в яких вона себе почуває як риба у воді.— Борис Шльоцер, 2 квітня 1945
До початку 1944 ЄА як організація вже володіла достатнім ресурсом, щоб ухвалити амбітне рішення про формування окремого єврейського легіону для допомоги союзним військам у звільненні Франції. Для вирішення цього завдання потрібно було встановити зв'язок з Лондоном. Допомогти зголосилася давня подруга Кнута — поетеса Лідія Червінська. Була призначена зустріч в Марселі, в ресторані готелю «Термінюс». На зустрічі були присутні: командир загону ЄА в Ніцці Анрі Пурілес, знайомий Кнута на прізвище Роговський, який і відрекомендував йому Червінську, сама поетеса і її друг Шарль Порель, який був представлений як журналіст-антифашист, що має виходи на англійську розвідку. Зустріч пройшла вдало, наступна була призначена в Парижі. На цю зустріч відправили делегацію у складі Пурілеса та військового інструктора ЄА Жака Лазарюса. Ці переговори також пройшли успішно.
Наступним кроком мала стати відправка делегації до Лондона для підписання угоди. 17 липня туди від ЄА вирушили Лазарюс та рабин Рене Капель. До паризького аеропорту їх супроводжували Порель та якийсь француз Жак Рамон, його знайомий. Однак в аеропорт вони не потрапили: в машині Рамон наставив пістолет на Пурілеса та Лазарюса, що сиділи ззаду, а Порель відвіз їх на Ля помпа, 180 (фр. Rue de la Pompe), в гестапо, де працював мисливець на підпільників Фрідріх Бергер. Наступного дня там же опинилися ще близько двадцяти п'яти активістів ЄА. Через місяць Пурілеса, Капеля та Лазарюса відправили в Бухенвальд, але по дорозі їм вдалося втекти. Згодом виявилося, що під ім'ям Порель діяв агент абвера Карл Ребейн, а про існування ЄА він дізнався від своєї коханки Червінської, якій до того ж виплачував платню зі спеціального фонду абверу. Після війни Червінська була засуджена, але Кнут так і не повірив у її зраду.
Ще раніше Кнут дізнається про іншу зраду: Аріадна зрадила йому з молодим бійцем ЄА Раулем Леоном. Швидше за все, так і було, про це свідчить один з листів Бетті, адресованих до Палестини Єві Кіршнер. Їй же пише і Кнут:
Вона не зупинилася перед руйнуванням родини, принісши в жертву двох невинних (Елі носить моє ім'я і думає, що він мій син). 
 Мене від цього так нудить, що я навіть не став їй дорікати: багато честі. Припинив листування абсолютно. 
<…> Відкривши, що вона така низька, така вульгарна (звичайна самка, подібна багатьом іншим), я відчув полегшення свого болю, але удар був жорстокий. 
 Кажеш собі: Аріадна — всього навсього це? Чого ж вартий світ?— Довід Кнут, 7 липня 1944
Аріадна, по всій видимості, так і не дізналася, чому від Довід перестали приходити листи.

#### Загибель
Після нищівного провалу та арешту багатьох бійців ЄА продовжувати роботу було смертельно небезпечно, однак ризик Аріадну не бентежив. Вона як і раніше проводила акції і не пропускала жодної церемонії присяги. Якраз для складення присяги 20-літньої Жаннет Мучник 22 липня була призначена зустріч на явочній квартирі за адресою Вулиця Ля Помм, 11 (фр. Rue de la Pomme), де Аріадна проживала під виглядом скромної кравчині. Бетті тоді була на завданні: переправляла чергову групу дітей. Аріадна прийшла заздалегідь на квартиру разом з Раулем Леоном. Там їх чекала засідка — двоє поліцейських. Аріадну та Рауля заштовхнули в кімнату, після чого їм оголосили, що надійшов донос — нібито вони тут ховають партизан. Поки один міліціонер тримав підозрюваних на мушці автомата, інший почав обшук квартири та знайшов спорядження для переправлення через гори: безліч рюкзаків та гірськолижних черевик. Після цього один з поліцейських пішов за підкріпленням, а другий замкнув двері зсередини, продовжуючи тримати бранців на прицілі. Тут прийшов ще один член ЄА — молодий Томмі Бауер, і одразу ж опинився в тому ж положенні, що і Аріадна з Раулем. Чекати приходу підкріплення полоненим не мало сенсу — провал був абсолютно очевидний, потрібно було діяти. Скориставшись приходом Бауера, Рауль схопив зі столу порожню пляшку та запустив її в голову поліцейського. У відповідь той випустив автоматну чергу. Аріадна була вбита на місці прямим попаданням в серце. Бауер отримав важке поранення в груди та незабаром помер після тортур. Рауль був поранений в обидві ноги, але зміг втікти, вилікувався і після війни опинився в Палестині .
Кнут згодом пробачив Аріадну, а Рауля Леона звинувачував не лише в розбещенні дружини, але і в її загибелі, не хотів його знати та переконував друзів не приймати його у себе.

## Пам'ять та оцінки
Через три тижні після загибелі Аріадни Тулуза була звільнена. Інформація про загибель «Регіни» потрапила до преси, по всій видимості, лише у кінці року: замітка була опублікована в паризькій емігрантської газеті «Російський патріот», № 6 (19) від 2 грудня. Обставини загибелі Аріадни в ній викладені стисло, але достовірно. Тим примітніше пізніші численні нашарування в різних «свідченнях»: озвучувалися версії про загибель Аріадни в бою на міській вулиці і при переході швейцарського кордону, що вона була розстріляна німцями, тощо. Поет Вадим Морковин взагалі заявив, що під ім'ям Регіна ховалася якась Наташа Оболенська, з якою він нібито навчався ще в московській гімназії. Останнім часом обставини фатальної сутички на конспіративній квартирі відновлені з великим ступенем достовірності: в їх основі лежить розповідь Рауля Леона, записана доктором Е. Епштейном, у якого він після поранення проходив лікування.
Одразу після загибелі Аріадни, Кнут задумав випустити меморіальний збірник на її честь, почав збирати матеріал та сортувати його по розділах: «Аріадна», «Сарра», «Регіна». Передбачалося опублікувати свідчення та спогади товаришів по підпільної організації, Сергія Кусевицького та Ігоря Стравінського, які знали і Олександра Скрябіна, і Аріадну ще по Росії. Але здійснити задумане не вдалося через брак коштів та впертість видавця.
Аріадна-Сарра Скрябіна-Фіксман-Кнут була посмертно нагороджена Військовим хрестом з Срібної зіркою та Медаллю Опору. Численні згадки про пам'ятник в Тулузі не відповідають дійсності: існує лише меморіальна дошка на стіні будинку, де загинула Аріадна, встановлена членами Руху сіоністської молоді Тулузи, і могильний камінь з її ім'ям на міському кладовищі Терр-Кабад.
«Русские новости» від 14 грудня 1945 (№ 31) повідомляли про арешт імовірного вбивці Аріадни:
в Італії арештований міліціонер Мантель, який заманив у пастку і вбив в Тулузі 22 липня 1944 двох «Резістантов», в тому числі Сарру Кнут.
Подальша доля Мантеля невідома.
У пам'яті друзів, знайомих та сучасників Аріадна Скрябіна залишилася «надзвичайною», «шаленою», «божевільною Аріадною». Можливо, найбільш ємну характеристику особистості Аріадни дав Володимир Хазан:
Аріадна була рідкісно обдарована від природи, але майже ні в чому себе не проявила: чудова піаністка — задовольнялася в еміграції посадою секретаря Музичного товариства; талановитий поет — випустила всього одну тонюсіньку книжечку віршів; писала прозу: новели, навіть велику повість Лея Лівшиць — не збереглося жодного рядка… <… >… Швидше виною тому був сверхкатегорічний характер: не вміючі хитрувати та лукавити з долею, особливо коли йшлося про долю творчої, вона вважала: якщо не перша — стало бути, ніяка, якщо не геній — означає, бездарність.— Володимир Хазан
Якщо у Франції ім'я Аріадни Скрябіної має деяку популярність, насамперед у сіоністських колах, то до Ізраїлю її посмертна слава взагалі не дійшла. Тим часом, Довід Кнут стверджував, що якби там дізналися про те, скільки зробила Аріадна для євреїв Європи, то її ім'ям назвали б одну з великих вулиць Палестини.
Кнуту вторить літератор Іммануїл Штейн:
Небагатий я єврей, а то поставив би в Єрусалимі, в Яд Ва-Шеме, їй пам'ятник <…>: адже скільки єврейських життів врятувала ця російська єврейка!— Іммануїл Штейн
З ім'ям Володимира Хазана пов'язане піднесення інтересу до особистості й долі Аріадни. В 1990-х роках Хазан першим з дослідників почав систематизувати, вивчати та публікувати творчість Довіда Кнута. Хазан видав монографію, присвячену біографії та поетиці Кнута, а також підготував до видання двотомник його робіт, що претендує на повноту, бо включив у себе все, що збереглося від спадщини поета: поетичної, прозової, публіцистичної, епістолярної. В рамках цієї великої роботи Хазан докладно розглянув і історію Аріадни Скрябіної, оформивши результати у вигляді ряду статей. Іншою важливою роботою, яка розкриває багато деталей біографії Аріадни, стала популярна монографія Лазаріса «Три жінки», в якій також розглянуті долі Мані Вільбушевіч та Маргарити Царфаті.
До першого тому зібрання творів Довіда Кнута було докладено перевидання єдиної поетичної збірки Аріадни Скрябіної «Вірші» (1924). Однак решту її спадщини — в тому числі листи та газетні публікації — досі не зібрано і не вивчено.

## Сім'я
Довід Кнут — останній поетичний текст «Спека» з циклу «Прабатьківщина» написав у грудні 1939 року. Художня проза Кнута співчутливого відгуку з боку сучасників не знайшла. Після війни він відійшов від актуального літературного процесу, хоча й працював редактором Bulletin du Centre de Documentation Juive Contemporaine. Деякий час знімав кімнату в будинку, де до війни розташовувалася редакція Affirmation. Архів редакції, разом з довоєнними збірниками віршів Кнута та незакінченим романом Аріадни «Лея Ліфшиц», пропав — був вивезений або знищений німцями.
Дружина, яка мужньо боролася зі мною з першого дня створення організації, залишилася на посту (вагітна), і, після ряду років воістину героїчного життя (безстрашність її потрясала та гальванізувала найвідчайдушніших товаришів), була вбита французькою поліцією 22 липня 44 року, в Тулузі, за місяць до визволення міста від надлюдей. <…> Отримала, посмертно, великий хрест із срібною зіркою.

Про себе скажу одне: багато працюю. Розлюбив людей.— Довід Кнут, з листа Юліану Тувіму, 8 липня 1945
1947 року видав книгу «До історії єврейського Опору у Франції 1940—1944» (фр. Contribution a L'Histoire de la Resistance Juive en France 1940—1944), де розповів, в тому числі, і про підпільну діяльність Аріадни.
1949 року видав збірку «Вибрані вірші», що не містила жодного нового вірша, проте визнану найважливішою його книгою, поетичним заповітом. Після загибелі Аріадни на руках Довіда залишилися четверо її дітей. Старша Міріам швидко одружилася та стала жити окремо, Бетті ж довго жила з Кнутом. 1948 року Довід зустрів сімнадцятирічну актрису Віргінію Шарівську, наполовину єврейку, що нагадувала йому своєю пристрасністю Аріадну. У травні вони одружилися, потім Віргінія пройшла гіюр та стала Лєєй Кнут. У жовтні 1949 Кнут з Лєєй і шестирічним Йосі репатріювалися до Ізраїлю. Довід Кнут помер 1955 року в Тель-Авіві від злоякісної пухлини мозку.
Тетяна-Міріам Деган (Корнман; нар. 3 лютого 1925) — дружина композитора та піаніста Роберта Корнмана (1924—2008). Була співавтором деяких музичних проєктів чоловіка, супроводжувала його на гастролях. Спадщина Олександра Скрябіна займала особливе місце в концертній та громадській діяльності подружжя. Міріам Деган написала книгу «Доброчинна спрага» — белетризовані спогади про свою матір та Довіда Кнута (опубліковано кілька глав в перекладі на російську мову). У цій книзі Тетяна-Міріам намагається пом'якшити образ Аріадни.

Довід, Бетті і Йосі Кнути в Парижі. Близько 1947

Бетті Кнут — разом з матір'ю брала участь в Опорі, після загибелі Аріадни стала військовим кореспондентом. В американській армії мала звання молодшого лейтенанта, отримала Срібну зірку з рук генерала Паттона, була нагороджена французьким Військовим хрестом. При форсування Рейну джип, в якому сиділа Бетті, підірвався на міні, внаслідок чого Бетті отримала серйозне осколкове поранення голови та потрапила до шпиталю. Бетті вилікувалася, але все життя її мучили часті та сильні головні болі. На основі своїх військових вражень Бетті написала книгу «Мушиний хоровод» (фр. La Ronde de Mouche), що мала успіх.
1946 року Бетті долучилася до терористичної організації «Льохи»: редагувала журнал організації французькою мовою, потім координувала диверсійну та терористичну діяльність в Лондоні, потім сама стала брати участь у здійсненні терактів (розсилка першим особам держави листів та посилок з вибухівкою). Для ведення підривної діяльності Бетті взяла собі кличку Іранда (анаграма імені Аріадна). Зустрічалася з міністром закордонних справ СРСР В'ячеславом Молотовим (справжня прізвище Скрябін), який, за її спогадами, обіцяв їй підтримку в боротьбі з англійським імперіалізмом. У середині 1947 була заарештована та провела у в'язниці близько восьми місяців, до лютого 1948 року. Докази її причетності до терористичної діяльності були серйозними, але допомогли слава героїні Опору та заплачений Кнутом викуп. Через кілька місяців Бетті знову у в'язниці, за підозрою в причетності до вбивства Фольке Бернадота, але цього разу доказів немає, і Кнуту вдається її виручити без особливих труднощів. В черговий своїй публікації Бетті засуджує вбивство Бернадота, внаслідок чого пориває з «Лехі».
Бетті виїхала до Америки, пошлюбила демобілізованого американського солдата-єврея, народила двох дітей. 1950 року сім'я переїхала до Ізраїлю. Чоловік Бетті через деякий час розорився, пристрастився до алкоголю, наркотиків, і в зрештою опинився в психіатричній клініці. До цього часу у Бетті народилася третя дитина, необхідні були кошти для утримання родини. Тоді Бетті відкрила перший в Ізраїлі нічний клуб-кабаре під назвою «Останній шанс». Клуб став дуже популярний, набувши славу «куточка Парижа в Ізраїлі», хоча відвідавший його одного разу письменник Роже Вайян назвав статтю «Такий кінець настигає тих, що втратили надію». 1965 року в клубі виступав Жак Брель. Бетті всю ніч палила, пила і танцювала, пішла спати лише під ранок — і померла уві сні. Вона прожила 38 років, як її мати і бабка.
Еммануїл Межа (Елі Маген; нар. 28 червня 1935) — під час війни довгий час перебував у католицькому монастирі, де, за його спогадами, з ним та іншими дітьми дуже погано поводилися. У 1945 приїхав до Ерец-Ісраель, жив у кібуці Ґева. Про те, що його справжній батько Рене межа, Елі дізнався від Єви Кіршнер лише після смерті Довіда Кнута, на його прохання. Закінчив морехідне училище в Хайфі, став моряком військово-морського флоту, ким і хотіла його бачити Аріадна. Демобілізувавшись, до 1960 року служив в торговельному флоті, потім вивчився грі на гітарі в Тель-Авіві, оселився у місті Рош-Пінна на півночі Ізраїлю. Викладав гру на гітарі. Останнім часом на пенсії. По-російськи не говорить\.
Йосі (Йосип) Кнут (нар. 22 травня 1943) — єдина спільна дитина Довіда Кнута та Аріадни Скрябіної. З дитинства виявив схильність до віршування:

И у меня была мама, 

Как и всех детей, 

Но маму мою убили, 

И совсем ничего я не помню о ней.
С той далекой поры утекло много дней, 

Ничего не осталось от мамы моей.

Після війни Йосі жив з батьком в Парижі, а 1949 року вони виїхали до Палестини. Там Йосі навчався в інтернаті, потім служив в армії, в військах особливого призначення. За повідомленням Лазаріса, одного разу з необережності вистрілив у себе з автомата. Куля потрапила в голову. Дев'ять місяців знаходився між життям та смертю, став інвалідом. Потім навчався в Тель-Авівському університеті на відділенні французької літератури. Працював в архіві армійської газети. Випустив книгу спогадів про батька і дві збірки власних віршів на івриті: «Перший світло» (івр. אור ראשון) та «Вірші в дорозі» (івр. שירים בדרך). На обкладинці збірки «Перший світло» — портрет Аріадни та напис: «Шукаю тебе» (івр. מחפש אותך).